# Wedge Tomb von Cureeny Commons

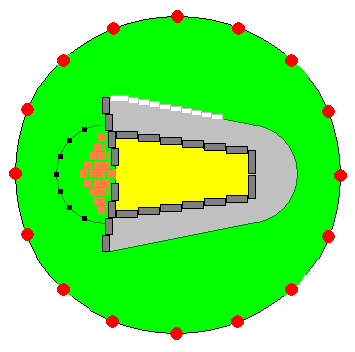
Prinzipskizze Wedge Tomb am Beispiel von Island

 Das Wedge Tomb von Cureeny Commons (oder Curreeny; irisch Coimín na gCoirríní bzw. Na Coirríní; wie viele ähnliche irische Anlagen lokal als Dermot and Grania’s Bed bezeichnet) ist eine sehr gut erhaltene, abgelegene Megalithanlage südöstlich von Curreeny im Townland Curreeny Commons und südlich von Silvermines im County Tipperary in Irland. Es gehört zu den 12 Wedge Tombs der von Ruaidhrí de Valera (1916–1978) und Seán Ó Nualláin beschriebenen Kilcommon Gruppe in Nordtipperary. Wedge Tombs (deutsch „Keilgräber“), früher auch „wedge-shaped gallery grave“ genannt, sind doppelwandige, ganglose, mehrheitlich ungegliederte Megalithbauten der späten Jungsteinzeit und der frühen Bronzezeit.
Das Wedge Tomb besteht aus einer doppelwandigen Galerie, die etwa 7,0 m lang und 1,2 m breit ist. Durch einen Schwellenstein (englisch septum stone) abgeteilt sind eine etwa 5,0 Meter lange Hauptkammer und eine 2,0 m lange Vorkammer. Die Höhe der Seitensteine der Galerie nimmt in Richtung Osten ab. Der Zugang besteht aus zwei riesigen Megalithen, die den Pfosten eines Court Tombs ähneln. Ein kleinerer Stein dazwischen weist auf einen geteilten Zugang. Nur ein Deckstein ist noch vorhanden, aber die Doppelwand und die beiden Eingangspfosten, von denen einer nach außen geneigt ist, sind beeindruckend. Es gibt einen umgefallenen Stein in der Galerie, der ursprünglich die Hälfte ihrer Breite blockiert hat. Dies verleiht diesem Grab, wie den riesigen Eingangssteinen und der sich verjüngenden Galerie, eine Affinität mit einem Court Tomb.